# 潼州戰鬥
潼州戰鬥發生於1923年4月28日，地點則是在中國川中一帶。是北洋政府時期戰鬥之一。潼州戰鬥的交戰雙方，一方為3師鄧錫侯部另一方為熊克武部。戰鬥結束後，熊克武與但懋辛敗退。

## 參看
- 北洋政府
- 中華民國北洋政府時期內戰戰鬥列表